# Jean Cordeken
Jean Cordeken ou de Cordekeim  (1298-1340), enfant naturel de Jean II de Brabant, seigneur de Glymes, est l'auteur de la maison de Glymes. Il épouse Agnès de Jodoigne.

## Armes et descendance
de Brabant à une cotice de gueules brochante, la poitrine du lion chargée d’un écusson aux armes de Glimes, qui est d’azur semé de billettes d’or, à la bande d’argent brochante, l’écusson posé en barre sur la cotice.
1. Jacques de Glymes (1320-1341), seigneur de Glymes.
  1. Jean II de Glymes (1340-1379), seigneur de Glymes.
    1. Jean III de Glymes (1360-1428), seigneur de Glymes et de Tourinne

Armes anciennes
Armoiries à partir de Jean II